# Anysrius
Anysrius es un género de pseudoscorpiones de la familia Syarinidae. Se distribuyen por  Tasmania.

## Especies
Según Pseudoscorpions of the World 1.2:
- Anysrius brochus Harvey, 1998
- Anysrius chamberlini Harvey, 1998

## Publicación original
- Harvey, 1998: Pseudoscorpion groups with bipolar distributions: a new genus from Tasmania related to the Holarctic Syarinus (Arachnida, Pseudoscorpiones, Syarinidae). Journal of Arachnology, vol.26, p.429-441 (texto intégral Archivado el 13 de diciembre de 2010 en Wayback Machine.).